# 大阪市生野区自宅傷害致死事件
大阪市生野区自宅傷害致死事件(おおさかしいくのくじたくしょうがいちしじけん)とは、2010年9月に大阪府大阪市生野区で発生した事件である。裁判員裁判で誤想防衛を認定して無罪判決が言い渡された結果、大阪地裁で初の全面無罪判決が確定した。

## 概要
2010年9月19日、大阪府大阪市生野区巽東の住宅で会社役員の男性（当時39歳）が自身の経営する塗装会社に勤務する弟（当時38歳）と勤務態度などを巡って口論になり、背後から腕を回して首を絞めた。その後、弟が意識不明になったため「けんかした弟の様子がおかしい」と自ら119番通報。通報を受けて駆けつけた生野警察署の署員が倒れている弟を発見した。弟は搬送先の病院で死亡が確認された。
生野警察署は会社役員の男性が「数年前から仕事への姿勢を注意していた。弟が先に手を出してきた」と話したため、殺人未遂容疑で現行犯逮捕した。その後、弟の死亡を受けて容疑を殺人に切り替えて送検したが、大阪地検は傷害致死罪で起訴した。

## 裁判
2011年7月22日、大阪地裁（西田真基裁判長）は「身を守るつもりで誤って限度を超えた誤想防衛に当たる」として無罪判決（求刑：懲役4年）を言い渡した。
判決では、検察官と会話する様子を収めた取り調べ時のDVDから、首を絞めたことを結果的になってしまったと供述した点に着目。「首を絞めている認識があったかのように読める検察官作成の供述調書は信用できない」として供述調書の信用性を否定した。そして「男性は首の辺りを腕で押さえ込み、動きを封じようとする認識までしかなかった。傷害致死罪の故意責任は問えない」として誤想防衛の成立を認めた。最高検によると、裁判員裁判での全面無罪は9件目である。
裁判終了後、男性は「無罪になっても弟を死なせてしまったのは事実で、複雑な気持ちだ」と話した。また、裁判員は「真剣に話し合って結論を出した。男性には弟の分も生きてほしい」と話した。
この判決に対し、大阪地検は控訴審で一審の判断を覆すのは難しいとして控訴を断念したため、裁判員裁判としては4件目、大阪地裁では初の全面無罪判決確定となった。